# Bisse de Saxon
Le Bisse de Saxon est un bisse valaisan de 26 kilomètres de long, ce qui fait de lui le plus grand bisse du canton. Il s'étend de Nendaz à Saxon.  
L'exploitation du bisse a cessé en 1964 en raison des coûts d'entretien devenus trop importants. Dans les années 2000, deux sections du bisse sur les hauts de Nendaz et de La Tzoumaz ont fait l'objet d'une restauration afin que l'eau puisse y circuler à nouveau.